# Elzange
Elzange (Duits: Elsingen)  is een gemeente in het Franse departement Moselle (regio Grand Est) en telt 701 inwoners (1999). De gemeente maakt deel uit van het arrondissement Thionville.

## Geografie
De oppervlakte van Elzange bedraagt 4,0 km², de bevolkingsdichtheid is 175,3 inwoners per km².
De onderstaande kaart toont de ligging van Elzange met de belangrijkste infrastructuur en aangrenzende gemeenten.

## Demografie
Onderstaande figuur toont het verloop van het inwonertal (bron: INSEE-tellingen).